# Gomme de réserve

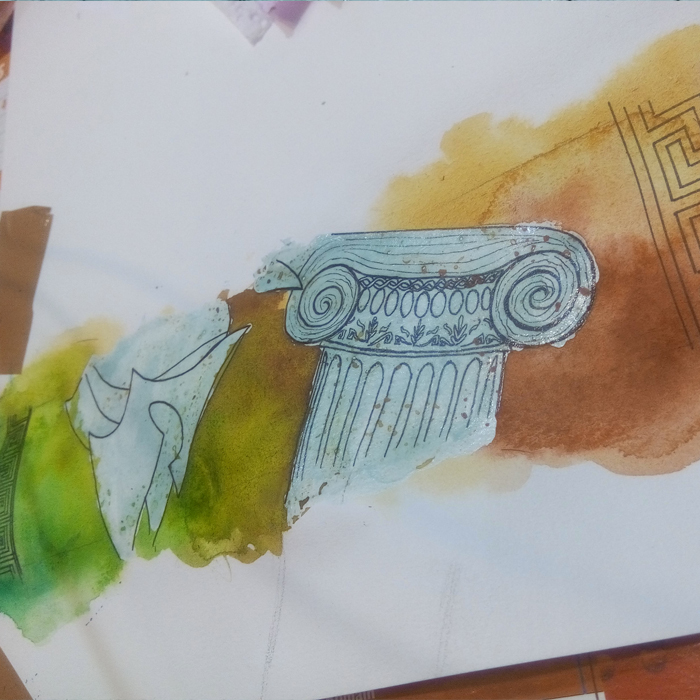
Gomme de réserve (de couleur bleue) utilisée pour préserver des zones d'un dessin à l'aquarelle.

La gomme de réserve (en anglais : drawing gum), ou « masque », est un médium liquide, généralement conditionné en flacons, utilisé en aquarelle, pour préserver des zones de blancs.
Il vaut mieux utiliser un pinceau en fin de vie ou le dos d'un pinceau pour l'appliquer, car celle-ci risque de détruire définitivement les poils du pinceau : vous pouvez protéger votre pinceau en enduisant les poils de savon liquide avant utilisation et en le rinçant bien ensuite. Il existe, toutefois, des pinceaux spéciaux pour cette application. Les poils sont alors remplacés par une pointe de caoutchouc de différentes grosseurs.
Elle s'applique avant de passer l'aquarelle et il faut attendre qu'elle sèche avant de peindre dessus. Lorsque l'aquarelle est sèche, il suffit de gratter doucement avec le doigt la gomme de réserve pour qu'elle s'enlève et laisse apparaître le blanc de la feuille ou la couleur en dessous.